# Biały Żlebek

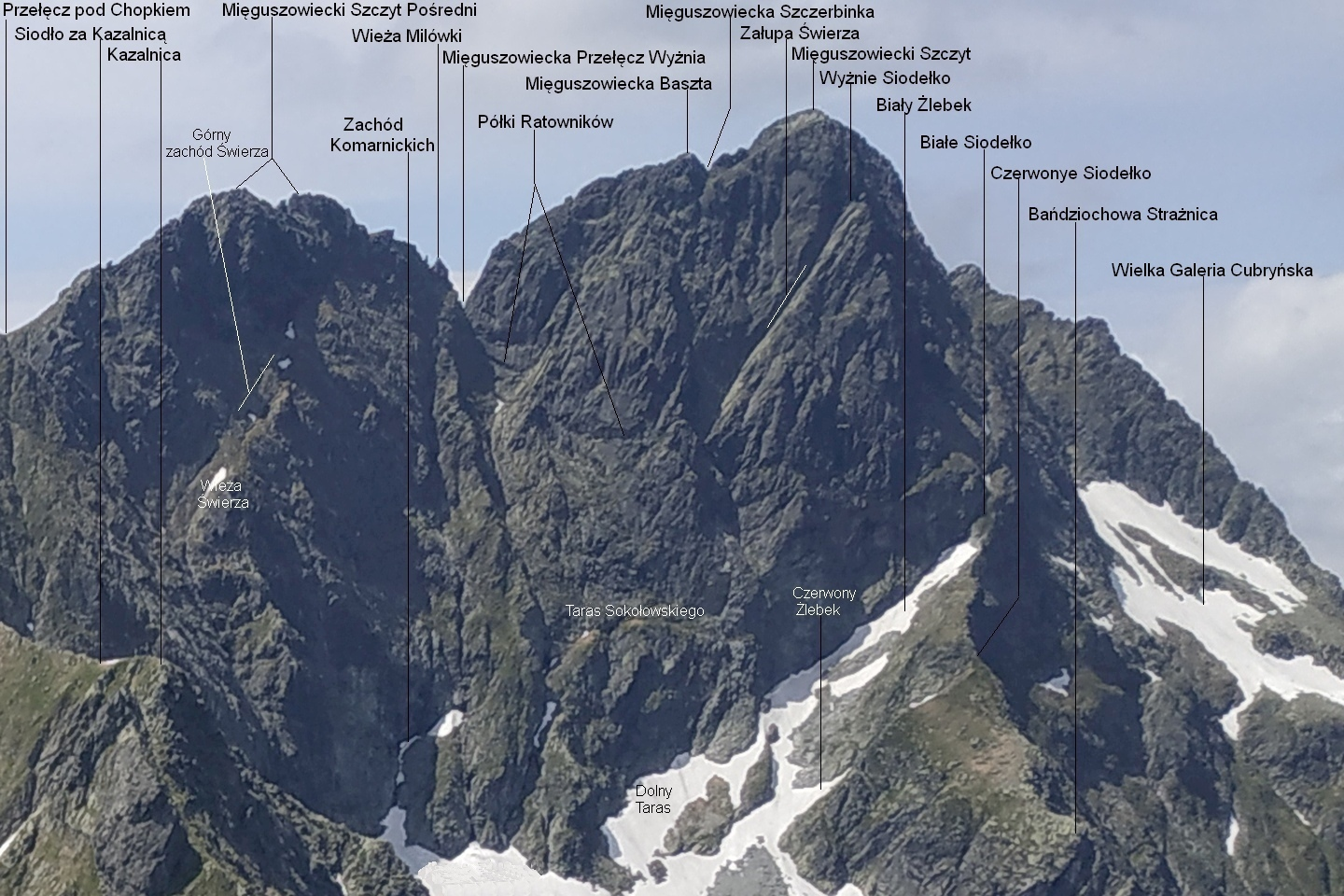

Biały Żlebek – niewielki żleb na Mięguszowieckim Szczycie w polskich Tatrach Wysokich. Opada z Białego Siodełka (ok. 2250 m) na Mięguszowieckim Filarze do Bańdziocha. Orograficznie prawe jego ograniczenie tworzy podstawa wschodniej ściany Mięguszowieckiego Szczytu, lewe niska i skalista grzęda oddzielająca go od równoległego Czerwonego Żlebka. Przed ujściem do Bańdziocha obydwa żleby łączą się tworząc szerokie i piarżyste koryto opadające lewą (orograficznie) stroną Bandziocha.
Biały Żlebek jest punktem startowym dla kilku dróg wspinaczkowych na wschodniej ścianie Mięguszowieckiego Szczytu. Prowadzi nim także droga wspinaczkowa z Bańdziocha na Białe Siodełko. Dolna część żlebu to płytowy zachód. Wyżej żleb robi się bardzo stromy i kruchy. Droga opuszcza jego dno i prowadzi ostrzem grzędy.